# قويزة
قويزة أو حي قويزة، هو منطقة سكنية تقع شرق مدينة جدة وهو من أقدم أحياء المدينة ويتبع بلدية أم السلم الفرعية.
في عام 2009 عندما اجتاحت السيول مدينة جدة كان حي قويزة أول منطقة تأثرت من السيول بتأثر مادي وبشري والسبب أن حي قويزة يقع أمام عدة أودية من اهمها وادي القوس وهو الوادي الذي أتت منه السيول. قويزة اليوم أزيل بالكامل ضمن أعمال تطوير الأحياء العشوائية.